# Język zazaki
Język zazaki – język ludu Zaza używany we wschodniej Anatolii, w dorzeczu Eufratu i Tygrysu. Należy on do północno-zachodniej grupy języków irańskich. Najbliżej spokrewniony jest z językiem gorani. Nie można dokładnie określić liczby jego użytkowników – w zależności od źródła ich liczbę szacuje się od 1,5 do nawet 3 milionów.
Użytkownicy języka zazaki pochodzą ze wschodniej Turcji. Choć ostatnimi czasy wśród niektórych z nich może budzić to sprzeciw, większość identyfikuje się właśnie z Kurdami. Pomimo to nie klasyfikuje się go jako jeden z dialektów, co miało miejsce w przeszłości, a jako język należący do odrębnej grupy języków zaza-gorani.
Zazaki dzieli się na dwa główne dialekty:
- północny – kirmandżki
- południowy – dimli[2]

Zazowie nie tworzą jednorodnej grupy, ale dzielą się wedle wyznania na sunnitów i alewitów. Zgodnie z tradycją świadomość religijna jest jednak ważniejsza niż językowa jedność. Dopiero niedawno w diasporze europejskiej podjęto próby budowania i określania narodowej tożsamości użytkowników języka zazaki, bez względu na podziały religijne.
Pierwotnie nazwa „zazaki” miała negatywne zabarwienie; w użyciu są również różne lokalne określenia.
Po upadku Imperium Osmańskiego Turcy nie dążyli do zachowania językowej i kulturowej różnorodności. Prowadzona polityka asymilacji miała na celu zjednoczenie mieszkańców państwa i budowę ogólnej, „tureckiej” tożsamości. W związku z tym zakazano publikacji, a nawet komponowania utworów muzycznych do tekstów pisanych w językach lokalnych. Na mocy traktatu w Lozannie w 1923 roku, oprócz Żydów, Ormian i Greków żadne inne mniejszości narodowe nie mogły oficjalnie istnieć w Turcji.
Historycznie wchodził w kontakt z różnymi językami. Wciąż znajduje się pod wpływem kurdyjskiego, arabskiego, perskiego i ormiańskiego (w zależności od regionu). Istotnym (i zyskującym na znaczeniu) źródłem wpływów obcych jest język turecki.

## Nazwa
Istnieje wiele lingwonimów określających język ludu Zaza. Ich dystrybucja może być warunkowana zarówno geograficznie, jak i ideologicznie. Tworzy je na ogół sufiks -kî dodany do rzeczownika pełniącego funkcję etnonimu. Najbardziej rozpowszechnione nazwy tego języka to: dimilkî, kirdkî, kirmanckî i zazakî: 
- dimilkî [dɨmɨlkiː] (często też dimilî lub dumlî): niektórzy badacze, jak np. Arthur Christensen[5] i Władimir Minorski[6], dopatrują się w formie dimilî zniekształconego metatezą i redukcją słowa deylemî ‘język dajlamicki’, którym to miano posługiwać się w średniowieczu w kraju Dajlam położonym nad Morzem Kaspijskim między Gilanem a Mazandaranem. Prawdopodobnie jednak nazwa dimilî czy dumlî pochodzi od szeroko poświadczonej w źródłach nazwy plemienia Dunbulî (ar. دنبل dunbul, l.mn. دنابل danābil), o którym pierwsze wzmianki odnajdujemy u Al-Masudiego (zm. 956), następnie u Szihab ad-Dina Ahmada (zm. 1349) i Al-Firuzabadiego (zm. 1414), ostatnie u XIX-wiecznych podróżników z Europy[7]. Plemię to opisywane jest jako kurdyjskie, imamickie (alewickie) lub jezydzkie. Zamieszkiwać miało północną Syrię i okolice Mosulu, a następnie przemieścić się w stronę Anatolii, gdzie zostawiło po sobie dużo śladów w postaci materiału onomastycznego. Mieszkańcy okręgu Hewêl (tur. Baykan) w prowincji Sêrt (tur. Siirt) do dziś używają lingwonimu dimbilî[8]. Natomiast mianem dimilkî nazywają swój język mieszkańcy okręgów Çêrmûg (tur. Çermik) i Şankuş (tur. Çüngüş) w prowincji Dîyarbekir (tur. Diyarbakır), okręgu Sêwregi (tur. Siverek) w prowincji Riha (tur. Şanlıurfa) oraz okręgu Aldûş (tur. Gerger) w prowincji Semsûr (tur. Adıyaman) oraz okręgu Motkî (tur. Mutki) w prowincji Bidlîs (tur. Bitlis). W literaturze naukowej nazwą tą określa się niekiedy także dialekt południowy.
- kirdkî [kɨrdkiː]: eliptyczna forma słowa kurdkî ‘kurdyjski’, przy czym należy zastrzec, że słowo to jeszcze w epoce przednowożytnej nie miało znaczenia czysto etnicznego – oznaczało po prostu mieszkańca gór. Nazwa ta, zapewne pochodzenia jeszcze przedirańskiego, odcisnęła się wyraźnie na onomastyce regionu[9]. Kurdyjskim nazywano nie tylko narzecza irańskie z Górnej Mezopotamii i Anatolii Wschodniej, lecz także i lokalne odmiany języka tureckiego. Podczas gdy Zaza stosują słowo kirdkî na określenie własnego języka, język kurdyjski (kurmancî) nazywają mianem kirdaskî lub kirdasî (od słowa kirdas, którym określają etnicznych Kurdów). Mianem kirdkî nazywają swój język mieszkańcy prowincji okręgów Pali (tur. Palu) oraz Mîyaran (tur. Arıcak) w prowincji Xarpêt (tur. Elâzığ), a także okręgów Hêni (tur. Hani), Pîran (tur. Dicle), Licê (tur. Lice) oraz Gêl (tur. Eğil) w prowincji Dîyarbekir (tur. Diyarbakır). Lingwonim ten używany jest również chętnie przez tych z członków społeczności Zaza, którzy utożsamiają się z Kurdami.
- kirmanckî [kɨrmɑːnd͡ʒkiː]: eliptyczna forma przymiotnika kurmanckî ‘kurdyjski’, pochodzącego od słowa kurmanc, którego znaczenie dynamicznie ewoluowało wraz z przemianami struktury społecznej Anatolii Wschodniej. Słowem kurmanc nazywano pierwotnie klientów plemienia, tzn. osoby lub całe rodziny, które wyszedłszy z jakichś przyczyn ze swojego oryginalnego plemienia, dołączyły do innego. Mężczyźni, łączyli się z udzielającym im schronienia plemieniem na mocy umowy, nie zaś krwi, przez co pozbawieni byli w ściśle endogamicznych społecznościach kurdyjskich prawa do brania dziewczyny oraz nie mogli zasiadać w radzie plemiennej, co z kolei obniżało ich status w obrębie wspólnoty. Później słowem kurmanc zaczęto określać niższe warstwy społeczne (rolników) w opozycji do arystokracji plemiennej, stąd też pojawiło się znaczenie ‘poddanego’, współcześnie zaś określenie to stało się synonimem słowa kurd ‘Kurd’[7]. Mianem kirmanckî nazywają swój język mieszkańcy prowincji Dêrsim (tur. Tunceli), Erzingan (tur. Erzincan) oraz okręgów Gêxî (tur. Kiğı) i Xorxol (tur. Yayladere) w prowincji Çewlîg (tur. Bingöl). Wśród starszego pokolenia jednak wciąż znana jest nazwa dimilkî. Lingwonim ten używany jest także chętnie przez utożsamiających się z Kurdami członkami społeczności Zaza. Przeciwstawiają oni nazwę kirmanckî – odnoszącą się do ich własnej mowy, pojmowanej przez nich samych jako dialekt języka kurdyjskiego – nazwie kurmanckî (kurd. kurmancî), określającej dialekt północny tego języka. W literaturze terminem kurmanckî określa się niekiedy także dialekt północny języka dimilî.
- zazakî [zɑːzɑːkiː]: najbardziej rozpowszechniona teoria dotycząca pochodzenia tej nazwy, głoszona m.in. przez Celadeta Alî Bedirxana oraz Davida N. MacKenziego[10], zakłada, że słowo zaza jest dźwiękonaśladowczym egzolingwonimem, przejętym od Kurdów. W wielu przypadkach tam, gdzie w kurmancî pojawia się j [ʒ], w języku dimilî jest z [z]. Ponadto w dialekcie północnym zazakî dochodzi do dość regularnego mazurzenia[11]. Inne próby wyjaśnienia tej nazwy każą łączyć ją z zaświadczonymi w starożytności toponimami. Jednym z nich jest Zāzāna – nazwa kraju lub miasta nad Eufratem pojawiająca się w perskich inskrypcjach klinowych. Inne to nazwa kraju Zawzān, pojawiająca się w średniowiecznych źródłach arabskich i odnosząca się do terenów zamieszkiwanych współcześnie przez Zaza i Kurdów[12]. Związek jest jednak w tym przypadku wątpliwy: zawzān to nic innego jak arabska lekcja kurdyjskiego zozan – słowa oznaczającego górskie pastwistka. Inna jeszcze teoria głosi, że etnonim zaza pochodzi od leksemu za oznaczającego ‘dziecko’ i w formie reduplikowanej ma oznaczać ‘potomków’[7]. Mianem zazakî nazywają swój język mieszkańcy okręgów Meden (tur. Maden) oraz Pali (tur. Palu) w prowincji Xarpêt (tur. Elâzığ), a także część mieszkańców prowincji Çewlîg (tur. Bingöl). Lingwonim ten jest także preferowany przez część społeczności Zaza nieutożsamiającej się z Kurdami.

Nie wszystkie jednak społeczności używają na określenie swojego języka jasno sprecyzowanej nazwy. Mieszkańcy okręgów Azarpêrt (tur. Adaklı), Gêxî (tur. Kiğı) i Kanîreş (tur. Karlıova) w prowincji Çewlîg (tur. Bingöl), okręgów Xinûs (tur. Hınıs) i Tatos (tur. Tekman) w prowincji Erzirom (tur. Erzurum) oraz w okręgu Gimgim (tur. Varto) w prowincji Mûş (tur. Muş) nazywają go po prostu zonê ma ‘nasz język’. Mieszkańcy Dêrsim (tur. Tunceli) nazywają swój język dêrsimkî lub şo-bê (so-bê w dialekcie północnym) ‘przyjdź-pójdź’ w opozycji do kurdyjskiego, który nazywają herre-werre, co również oznacza ‘przyjdź-pójdź’, lecz w kurmancî. 